# Jan Waldenström
 (octobre 2013).
Si vous disposez d'ouvrages ou d'articles de référence ou si vous connaissez des sites web de qualité traitant du thème abordé ici, merci de compléter l'article en donnant les références utiles à sa vérifiabilité et en les liant à la section « Notes et références ».
Jan Gösta Waldenström (17 avril 1906 - 1er décembre 1996) est un médecin suédois de médecine interne, qui fut le premier à décrire la maladie qui porte aujourd’hui son nom : la macroglobulinémie de Waldenström ou maladie de Waldenström.

## Biographie
Il est né à Stockholm au sein d'une famille de médecins : son père, Johann Henning Waldenström (1877-1972) était un professeur de chirurgie orthopédique à Stockholm et son grand-père, Johan Anton Waldenström (1839-1879) était professeur de médecine interne à Uppsala.
Jan Waldenström a obtenu son diplôme à l'Université d'Uppsala et a étudié la chimie organique avec Hans Fischer à l’Université technique de Munich. Il était professeur de médecine théorique à l'Université d'Uppsala en 1941 et est devenu professeur de médecine pratique à l’Université de Lund en 1944. Il fut le responsable du Département de Médecine à l'Hôpital général de Malmö jusqu'à sa retraite en 1972.
Waldenström a d'abord décrit, en 1944 des patients souffrant d'une maladie qui a par la suite été nommée de son nom, la macroglobulinémie de Waldenstrom ou maladie de Waldenström, caractérisée par un syndrome d'hyperviscosité dans lequel les symptômes sont causés par des lymphocytes anormaux qui empêchent un fonctionnement de la moelle osseuse normale, causant de l'anémie et une hépatosplénomégalie et qui sécrète de grandes immunoglobulines, causant également des hémorragies.
Les autres travaux cliniques de Waldenström incluent des études sur les porphyries, sur les désordres immunoprolifératifs, sur l'hépatite active chonique, sur l’hémosidérose, sur la maladie de Bruton (agammaglobulinémie liée au sexe), du syndrome paranéoplasique et sur le syndrome carcinoïde. Il est l’inventeur du concept de classification des gammapathies en gammapathie monoclonale et gammapathie polyclonale en 1961.
Il a été membre de l’Académie nationale des sciences (États-Unis), de l’Académie des sciences (France) et était un membre honoraire de la Royal Society of Medicine à Londres. Sa femme est morte en 2000.

## Publications
- (de) J. Waldenström, « Studien über Porphyrie, Dissertation », Acta Medica Scandinavica, Stockholm, 1937 ; supplément 82: 1-254.
- (en) J. Waldenström, « The porphyrias as inborn errors of metabolism », The American Journal of Medicine, 1957, 22: 758-773.
- (en) Jan G. Waldenström, Reflections and Recollections from a Long Life with Medicine, Rome, Ferrata Storti Foundation Publication, 1994.  (ISBN 88-7002-654-X).
- (en) Waldenström J, Ljungberg E, « Studies on the functional circulatory influence from metastasizing carcinoid (argentaffine, enterochromaffine) tumours and their possible relationship to enteramine production », Acta Med Scand 152:293, 1955